# Албанський народний ізополіфонічний спів
Албанський народний ізополіфонічний спів — частина албанської народної музики, що включена 2005 року в список нематеріальної культурної спадщини ЮНЕСКО.

За стилем ізополіфонічний спів можна розділити на дві групи: до однієї відноситься музика, що виконується гегами Північної Албанії, до іншої — тосками і лабами, які проживають на півдні країни. Частина слова «ізо…» в назві походить від терміна «ісон», що означає тягучий басовий голос у візантійському і новогрецькому церковному співі.